# Bolivianska republiken (Peru-bolivianska konfederationen)
Bolivianska republiken (spanska: El Estado Boliviano eller República Boliviana), var en av de tre staterna som bildade den Peru-bolivianska konfederationen.
Dess beskyddare och högsta presidentmyndighet var marskalk Andrés de Santa Cruz, vald till konfederationens högste beskyddare av kongressen i Tapacarí, beslutande församlingen i Huaura och beslutande församlingen i Sicuani den 28 oktober 1836, och övertog således presidentskapet simultant. Det var dock vicepresident Mariano Enrique Calvo som var ansvarig för Bolivias regering under större delen av tiden för konfederationen, eftersom den högste auktoriteten, marskalk Santa Cruz, administrerade konfederationen från peruanskt territorium.
De ständiga upproren i Bolivia ledde till att vicepresidenten med ansvar för den verkställande makten, Mariano Calvo, övergav regeringen den 17 februari 1839, vilket lämnade regeringen i ett maktvakuum. Marskalk Santa Cruz avgick från presidentposten den 20 februari, med tanke på upproren, och lämnade Calvo som tillträdande president, utan att ta hänsyn till att han hade avgått. Den 22 februari tog Jose Miguel Velasco över regeringen som högste ledare och sedan som president, och med sitt uttalande om återupprättandet av Republiken Bolivia innebar detta slutet för den Peru-bolivianska konfederationen.